# Damalis pallinota
Damalis pallinota är en tvåvingeart som beskrevs av Hermann 1926. Damalis pallinota ingår i släktet Damalis och familjen rovflugor. Inga underarter finns listade i Catalogue of Life.